# Danie Mellor
Danie Mellor, né le 13 avril 1971 à Mackay, est un artiste australien du courant de l'art contemporain des Indigènes d'Australie (en). Il a remporté le National Aboriginal & Torres Strait Islander Art Award en 2009.
Mellor a grandi en Écosse, en Australie et en Afrique du Sud avant d'entreprendre des études supérieures à l'Adelaide College of the Arts, l'université nationale australienne et le Birmingham Institute of Art and Design. Il a ensuite travaillé au Sydney College of the Arts. Le thème dominant chez Mellor est la relation entre les cultures autochtones australiennes et non-autochtones. Il travaille avec différentes techniques comme la gravure, le dessin, la peinture et la sculpture.